# Landkreis Prüm
Der Kreis Prüm bestand von 1816 bis 1970 im Regierungsbezirk Trier und entsprach etwa dem heutigen Gebiet der Verbandsgemeinden Prüm und Arzfeld. Die ebenfalls dazugehörigen Ortsgemeinden Birresborn, Densborn, Duppach, Hallschlag, Kerschenbach, Kopp, Mürlenbach, Oos, Ormont, Reuth, Scheid, Schönfeld, Schüller, Stadtkyll und Steffeln wurden dem Landkreis Daun zugeschlagen.

## Geographie
Der Landkreis war 916 km² groß. Er grenzte Anfang 1969 im Uhrzeigersinn im Norden beginnend an den Kreis Schleiden (in Nordrhein-Westfalen) und an die Landkreise Daun, Wittlich und Bitburg (alle in Rheinland-Pfalz). Im Westen grenzte er an Belgien und Luxemburg.

## Geschichte
Der Kreis Prüm mit der Kreisstadt Prüm entstand nach dem Wiener Kongress 1815/1816, als das Rheinland nach der Franzosenzeit dem Königreich Preußen zugeschlagen wurde. Bis zu dieser Zeit gehörte das Arrondissement Prüm zum Département Sarre mit Hauptsitz in Trier. Der Kreis Prüm wurde gebildet aus 29 Bürgermeistereien, von denen 14 aus bisher luxemburgischen Mairien der Arrondissements Bitburg und Diekirch des Departements der Wälder hervorgegangen waren und unterstand nun dem Regierungsbezirk Trier in der preußischen Rheinprovinz. Er war flächenmäßig größter, aber einwohnermäßig kleinster Kreis Preußens. Als die Kreise Eupen und Malmedy mit Sankt Vith 1919 an Belgien fielen, wurde die Westgrenze des Kreises Prüm nun auch zur Staatsgrenze nach Belgien. Dies und das Ende der Zollunion mit Luxemburg hatte wirtschaftliche Nachteile zur Folge, die erst in der Zeit der Europäischen Union aufgehoben werden konnten.
Nach dem Ende des Zweiten Weltkriegs kam der Regierungsbezirk Trier mit seinen Landkreisen zur Französischen Besatzungszone, nach der Auflösung Preußens zum neuen Bundesland Rheinland-Pfalz.
Bei der Kreisreform, die am 7. November 1970 in Kraft trat, erfolgte die Zusammenlegung mit dem Landkreis Bitburg zum neuen Landkreis Bitburg-Prüm. Einige staatliche Behörden wurden abgezogen bzw. blieben nur noch in Bitburg erhalten.
In Bezug auf die geographische Lage wird heute noch vom „Altkreis Prüm“ gesprochen.

## Einwohnerentwicklung
| Jahr | Einwohner | Quelle |
| ---- | --------- | ------ |
| 1816 | 21.067    | [ 3 ]  |
| 1847 | 31.117    | [ 4 ]  |
| 1871 | 34.911    | [ 5 ]  |
| 1885 | 35.349    | [ 5 ]  |
| 1900 | 33.545    | [ 6 ]  |
| 1910 | 36.312    | [ 6 ]  |
| 1925 | 37.603    | [ 6 ]  |
| 1939 | 40.598    | [ 6 ]  |
| 1950 | 38.333    | [ 6 ]  |
| 1960 | 38.700    | [ 6 ]  |
| 1969 | 39.353    |        |

## Landräte
- 1816–1817: Wilhelm Cattrein (auftragsweise)
- 1817:–9999 Matthias Rosbach (auftragsweise)
- 1817–1819: Franz Karl Fürer (auftragsweise)
- 1819–1834: Georg Bärsch
- 1834–1835: Franz Heinrich Rumschöttel (auftragsweise)
- 1835–1850: Conrad Moritz
- 1850–1851: Albert von Holleuffer (auftragsweise)
- 1851–1858: Gustav Bournye
- 1858–1859: Ludwig Ferdinand Timme (auftragsweise)
- 1859–1873: Alfred Graeff
- 1873–1876: Hugo Strom
- 1876–1882: August von Harlem
- 1882–1886: Otto von Dewitz
- 1886–1890: Hugo Brasch
- 1890–1900: Friedrich Dombois
- 1900–1903: August von Galen
- 1903–1907: Quirin Lancelle
- 1908–1925: Joseph Burggraef
- 1925–1945: Alexander Schlemmer
- 1945–1946: Hubert Thome (auftragsweise)
- 1946–1947: Jakob Schaefgen
- 1947–1948: Peter Maria Roßmann (auftragsweise)
- 1948–1952: Hans Rüdel
- 1952–1959: Paul Leidinger
- 1959–1963: Constantin Boden[7]
- 1963–1970: Hermann Becker

## Städte und Gemeinden
Vor dem Beginn der Gebietsreformen in Rheinland-Pfalz in den 1960er-Jahren umfasste der Landkreis Prüm die folgenden Städte und Gemeinden:
- Arzfeld
- Auw bei Prüm
- Balesfeld
- Bellscheid
- Binscheid
- Birresborn
- Bleialf
- Brandscheid
- Buchet
- Büdesheim
- Burbach
- Dackscheid
- Dahnen
- Daleiden
- Dasburg
- Dausfeld
- Densborn
- Dingdorf
- Duppach
- Eilscheid
- Ellwerath
- Eschfeld
- Euscheid
- Feuerscheid
- Fleringen
- Giesdorf
- Gondelsheim
- Gondenbrett
- Greimelscheid
- Großkampenberg
- Großlangenfeld
- Habscheid
- Halenbach
- Hallschlag
- Hargarten
- Harspelt
- Heckhalenfeld
- Heckhuscheid
- Heilhausen
- Heisdorf
- Hermespand
- Herzfeld
- Hickeshausen
- Hollnich
- Hölzchen
- Huf
- Irrhausen
- Jucken
- Kerschenbach
- Kesfeld
- Kickeshausen
- Kinzenburg
- Kleinlangenfeld
- Kobscheid
- Kopp
- Kopscheid
- Krautscheid
- Lambertsberg
- Lascheid
- Lasel
- Laudesfeld
- Lauperath
- Leidenborn
- Lichtenborn
- Lierfeld
- Lünebach
- Lützkampen
- Manderscheid
- Masthorn
- Matzerath
- Mauel
- Merkeshausen
- Merlscheid
- Mürlenbach
- Neuendorf
- Neurath
- Niederhersdorf
- Niederlauch
- Niedermehlen
- Niederpierscheid
- Niederprüm
- Niederüttfeld
- Nimshuscheid
- Nimsreuland
- Oberhersdorf
- Oberlascheid
- Oberlauch
- Obermehlen
- Oberpierscheid
- Oberüttfeld
- Olmscheid
- Olzheim
- Oos
- Orlenbach
- Ormont
- Pintesfeld
- Pittenbach
- Plütscheid
- Preischeid
- Pronsfeld
- Prüm, Stadt
- Reiff
- Reipeldingen
- Reuth
- Ringhuscheid
- Rommersheim
- Roscheid
- Roth bei Prüm
- Scheid
- Schlausenbach
- Schönecken
- Schönfeld
- Schüller
- Schwirzheim
- Seiwerath
- Sellerich
- Sengerich
- Sevenig
- Stadtkyll
- Stalbach
- Staudenhof
- Steffeln
- Steinmehlen
- Strickscheid
- Stupbach
- Urb
- Wallersheim
- Wascheid
- Watzerath
- Wawern
- Waxweiler
- Weinsfeld
- Weinsheim
- Welchenhausen
- Willwerath
- Winringen
- Winterscheid
- Winterspelt
- Wischeid
- Zendscheid

Die Gemeinden Berg und Großkampen wurden 1914 zur Gemeinde Großkampenberg zusammengeschlossen. Die Gemeinde Wetteldorf wurde 1960 nach Schönecken eingemeindet.

## Kfz-Kennzeichen
Am 1. Juli 1956 wurde dem Landkreis bei der Einführung der bis heute gültigen Kfz-Kennzeichen das Unterscheidungszeichen PRÜ zugewiesen. Es wurde bis zum 6. November 1970 ausgegeben. Aufgrund der Kennzeichenliberalisierung ist es seit dem 14. November 2012 im Eifelkreis Bitburg-Prüm erhältlich.